# Lycodon stormi
Lycodon stormi är en ormart som beskrevs av Boettger 1892. Lycodon stormi ingår i släktet Lycodon och familjen snokar. Inga underarter finns listade i Catalogue of Life.
Denna orm förekommer på Sulawesi. Det första exemplaret som hittades (holotyp) var nästan 60 cm lång. Honor lägger ägg.